# (4495) Dassanowsky
(4495) Dassanowsky ist ein Hauptgürtelasteroid, der am 6. November 1988 von den japanischen Astronomen Masaru Arai und Hiroshi Mori vom Yorii-Observatorium aus entdeckt wurde.
Der Asteroid wurde am 6. November 2014 nach der österreichischen Sängerin, Pianistin und Filmproduzentin Elfi von Dassanowsky (1924–2007) benannt.